# Gustaf Carlén

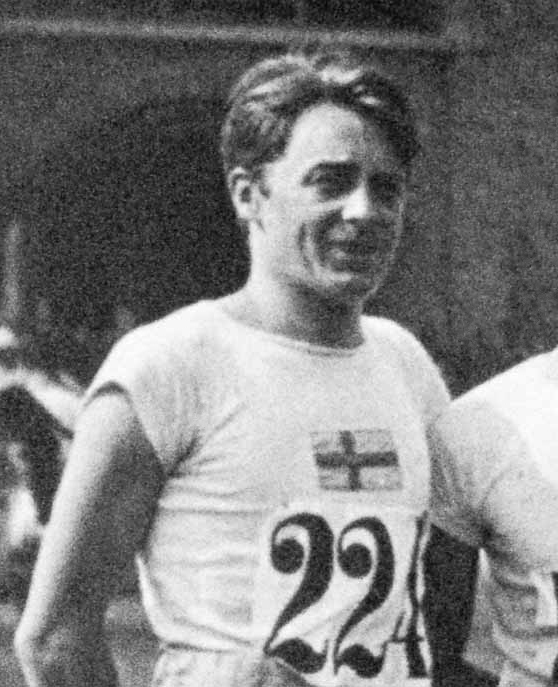
Gustaf Carlén bei den Olympischen Spielen 1912

Gustaf Carlén (Gustaf Fredrik Carlén; * 29. Dezember 1890 in Nyköping; † 8. Januar 1975 in Oxelösund) war ein schwedischer Langstreckenläufer.
Bei den Olympischen Spielen 1912 in Stockholm kam er im Crosslauf auf den 21. Platz.